# 포천 동화사 목조불좌상
포천 동화사 목조불좌상(抱川東和寺木造佛坐像)은 대한민국 경기도 포천시 이동면 장암리, 동화사에 있는 조선시대의 불상이다. 2009년 2월 9일 경기도의 유형문화재 제220호로 지정되었다.

## 특징
동화사 목조불좌상은 동화사 대웅전 주존불로, 여래상(如來像)의 소라 모양의 머리카락인 나발(螺髮-나계라고도 함)위에 지혜를 상징하는 연꽃봉오리 형태의 주먹만 한 육계가 있다.
이마에는 작은 백호가 있는데, 부처 등의 백호에서 나오는 광명의 빛은 온 세상을 두루 비춘다고 한다. 반쯤 뜬 눈의 꼬리는 살짝 치켜 올라갔고, 둥근 눈썹과 이어지는 코는 삼각형처럼 보인다. 귀는 비교적 큰 편으로 양 옆으로 넓게 벌어져 있다. 목에는 원만하고 광대한 불신(佛身)을 나타내는 상징적 형식인 삼도가 있다. 법의는 양 어깨를 모두 덮은 모습인데 이러한 형태를 통견이라고 한다. 팔목을 거쳐 흘러내려 가부좌를 튼 양 무릎 사이에 부채꼴의 옷주름을 보인다. 가슴과 배 사이에 여섯 잎의 연꽃을 조각해 놓았다. 양손은 따로 만들어 팔목에 끼우도록 되어 있는데 오른 손은 팔꿈치까지 따로 만들었다. 오른손은 무릎위에 올려 손가락을 아래로 내린 촉지인의 형상이고, 왼손은 무릎위에 올린 채 검지와 중지를 안으로 구부려 엄지와 맞닿은 모습이다. 이러한 형태는 석가모니가 보리수 아래에서 성도(成道)할 때에 이 결인으로 지신(地神)을 깨우쳤다고 한다.
불상이 봉안된 대웅전은 전면 3칸, 측면 2칸에 팔작지붕이다. 전면에는 3층 석탑과 2기의 석등이 있다. 불상의 전체 높이는 90cm, 머리 높이는 31cm, 머리 너비는 24cm, 어깨 너비는 48cm, 가슴너비는 22cm, 무릎 너비는 67cm, 무릎 높이는 18cm다.

## 지정 사유
포천 동화사 대웅전 목조불좌상은 발원문을 통하여 제작연대와 제작자 등을 알 수 있고, 보존상태가 매우 좋아 조선후기 불교 조각연구에 기준작으로 활용할 수 있을 정도로 우수한 작품으로 인정되어 지정한다.

## 참고 문헌
- 포천 동화사 목조불좌상 - 국가유산청 국가유산포털